# Třída Badr
Třída Badr je třída korvet saúdského královského námořnictva. Jejich hlavním úkolem je hlídkování a ničení hladinových lodí pomocí protilodních střel. Tvoří ji celkem čtyři jednotky, které jsou všechny stále v aktivní službě.

## Stavba
Stavba třídy byla objednána v roce 1977. Korvety byly postaveny americkou loděnicí Tacoma Boatbuilding Company na základě tamního typu PCG. Kýl první jednotky byl založen v roce 1979, do služby byly zařazeny v letech 1981–1983. Celou třídu tvoří jednotky Badr (612), Al Yarmook (614), Hitteen (616) a Tabuk (618).
Jednotky třídy Badr:
| Jméno            | Založení kýlu     | Spuštěna        | Vstup do služby | Status  |
| ---------------- | ----------------- | --------------- | --------------- | ------- |
| Badr (612)       | 30. května 1979   | 26. ledna 1980  | 28. září 1981   | aktivní |
| Al Yarmook (614) | 13. prosince 1979 | 13. května 1980 | 10. května 1982 | aktivní |
| Hitteen (616)    | 19. května 1980   | 5. září 1980    | 12. října 1982  | aktivní |
| Tabuk (618)      | 22. září 1980     | 18. června 1981 | 10. ledna 1983  | aktivní |

## Konstrukce

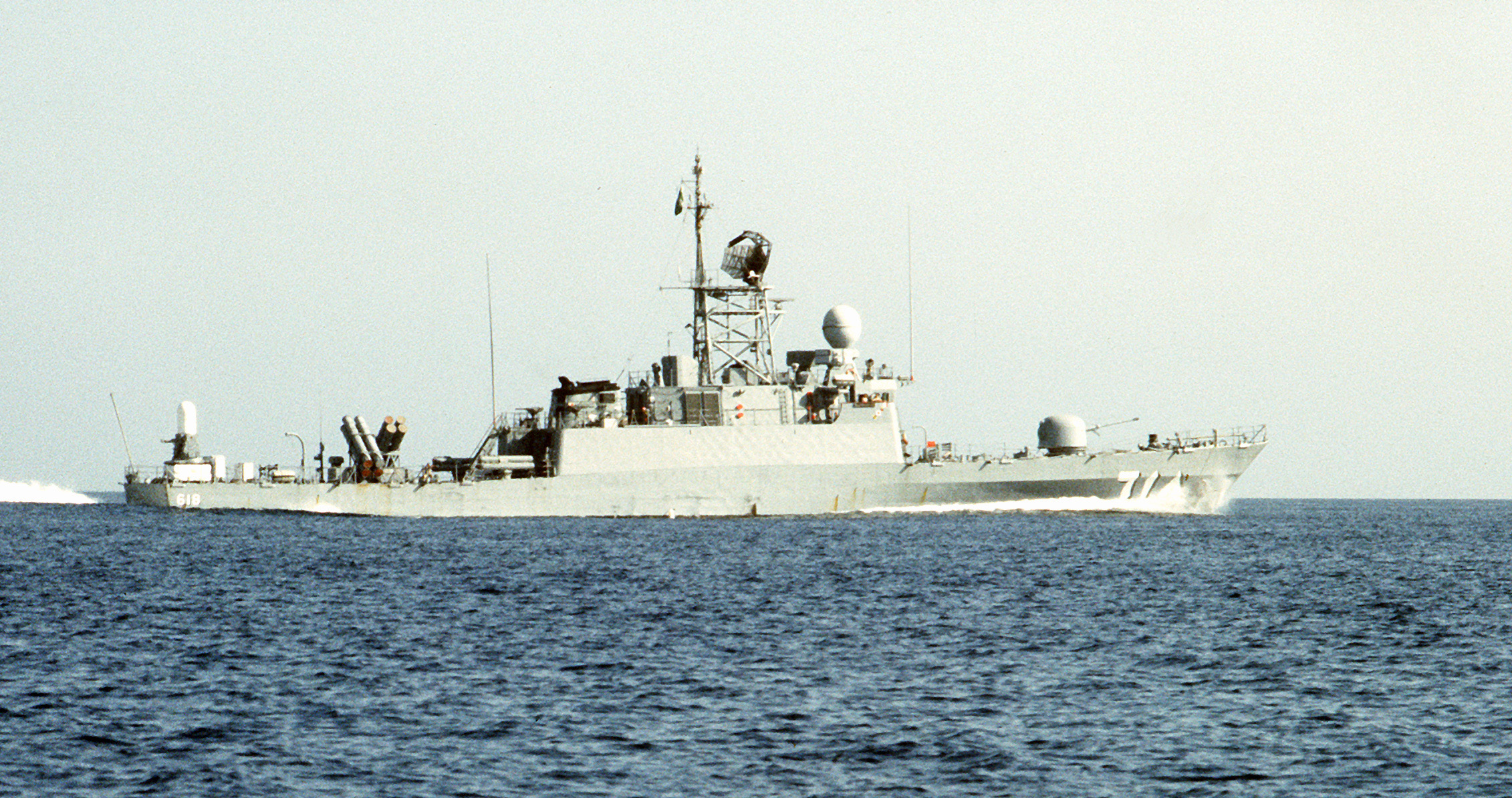
Tabuk (618)

Na přídi je jedno 76mm kanón OTO Melara Compact, který doplňují dva 20mm kanóny Oerlikon. K bodové obraně slouží jeden 20mm systém Phalanx CIWS. Protilodní výzbroj tvoří dva čtyřnásobné vypouštěcí kontejnery protilodních střel RGM-84C Harpoon. Na palubě se dále nachází několik minometů. K napadání ponorek je loď vybavena dvěma trojitými 324mm torpédomety Mark 32. Pohonný systém je typu CODOG. Tvoří ho jedna plynová turbína General Electric LM2500 a dva diesely MTU 12V 652 TB91. Nejvyšší rychlost dosahuje 30 uzlů, ekonomická rychlost je 20 uzlů.